# Futaba Kioka
Futaba Kioka (jap. 木岡 二葉, Kioka Futaba; * 22. November 1965 in der Präfektur Shizuoka) ist eine ehemalige japanische Fußballspielerin.

## Karriere

### Verein
Sie begann ihre Karriere bei Shimizudaihachi SC, wo sie von 1978 bis 1988 spielte. 1989 folgte dann der Wechsel zu Suzuyo Shimizu FC Lovely Ladies. Sie trug 1989 zum Gewinn der Nihon Joshi Soccer League bei.

### Nationalmannschaft
Kioka wurde 1981 in den Kader der japanischen Nationalmannschaft berufen und kam bei der Fußball-Asienmeisterschaft der Frauen 1981 zum Einsatz. Sie wurde in den Kader der Fußball-Weltmeisterschaft der Frauen 1991, 1995 und Olympischen Sommerspiele 1996 berufen. Insgesamt hat sie 75 Länderspiele für Japan bestritten.

## Errungene Titel

### Mit Vereinen
- Nihon Joshi Soccer League: 1989

### Persönliche Auszeichnungen
- Nihon Joshi Soccer League Best XI: 1989, 1990, 1995